# Человек, который спас мир
«Человек, который спас мир» (англ. The Man Who Saved the World) — художественно-документальный фильм производства Дании, рассказывающий о реальных событиях 26 сентября 1983 года, когда советский подполковник Станислав Петров спас мир от возможной ядерной войны.
Премьера фильма состоялась в октябре 2014 года на кинофестивале в Вудстоке, штат Нью-Йорк, где фильм получил две поощрительных премии: Audience Award Winner for Best Narrative Feature и James Lyons Award for Best Editing of a Narrative Feature.
Реконструкция прежних событий переплетается с современными документальными кадрами; этим фильм похож на художественный, а не на традиционный документальный.

## В ролях
- Станислав Петров
- Кевин Костнер
- Галина Калинина

### Художественные сцены
- Сергей Шнырёв — подполковник Петров
- Наталья Вдовина — жена подполковника Петрова
- Олег Кассин — майор Орлов
- Игорь Филиппов — оператор главного пульта
- Вилис Даудзиньш[латыш.] — оператор главного пульта — визуальный контроль
- Игорь Чернавский — пом. оператора главного пульта — космический аппарат
- Гирт Яковлев — генерал-полковник Вотинцев
- Родион Кузьмин — оператор визуального канала
- Михаил Карасиков — алгоритмист — вычислительный центр
- Евгений Черкес — пом. оператора главного пульта
- Артурс Скрастиньш[латыш.] — пом. оператора главного пульта — наземный эшелон

### В эпизодах
- Уолтер Кронкайт
- Роберт Де Ниро
- Мэтт Деймон
- Эштон Кутчер